# Joshua Brown (hockey sur glace)
Pour les articles homonymes, voir Joshua Brown et Brown.
Joshua Brown (né le 21 janvier 1994 à London dans la province de l'Ontario au Canada) est un joueur professionnel canadien de hockey sur glace. Il évolue au poste de défenseur.Il a été sélectionné au sixième tour, 152e au total, par les Panthers de la Floride au repêchage 2013 de la LNH.

## Biographie
Brown a joué comme jeune localement dans sa ville natale de London, en Ontario, au niveau midget avec les London Jr. Knights et plus tard le Whitby Fury de la Ligue de hockey junior de l'Ontario (OJHL).
Il a commencé sa carrière junior majeure avec les Generals d'Oshawa dans la Ligue de hockey de l'Ontario (OHL) après avoir été sélectionné au 44e rang de la sélection prioritaire 2010 de la Ligue de l'Ontario. Utilisant sa grande silhouette comme défenseur physique et défensif, Brown est resté avec les Generals tout au long de sa carrière junior, commandant le club pendant deux saisons et remportant la Coupe Memorial à sa dernière saison junior en 2014-2015.
Sélectionné par les Panthers lors du repêchage de la LNH en 2013, Brown a par la suite signé un contrat d'entrée de trois ans avec la Floride le 10 avril 2015. Lors de sa première saison professionnelle, Brown a partagé la saison 2015-16, entre la filiale des Panthers avec les Pirates de Portland de la AHL et les Monarchs de Manchester de la ECHL. Il a participé à 54 matchs avec les Monarchs, totalisant 12 points, et participant à une série éliminatoire de premier tour.
Lors de sa première campagne complète dans la AHL, Brown a passé la saison 2016-17 avec le nouvel affilié des Panthers, les Thunderbirds de Springfield. Lors de la saison inaugurale des Thunderbirds, il a inscrit un record en carrière de 3 buts et 13 points de la ligne bleue en 72 matchs.
En tant qu'agent libre restreint imminent, Brown a accepté une prolongation de contrat de deux ans a deux volets pour rester au sein de l'organisation des Panthers le 31 mai 2018.Au cours de la saison 2018-19, Brown est retourné aux Thunderbirds pour sa troisième année avec le club. Après avoir ajouté 3 buts en 19 matchs, Brown a reçu sa première convocation dans la LNH par les Panthers le 18 janvier 2019. Rappelé en raison d'une blessure à un autre défenseur, MacKenzie Weegar, et avec les Panthers ayant besoin d'une présence physique, Brown a fait ses débuts dans la LNH lors d'une victoire de 3-1 contre les Maple Leafs de Toronto au BB&T Center de Sunrise, en Floride, le 19 janvier 2019.
Brown a reçu un cadeau unique pour son 25e anniversaire. Le 18 janvier 2019, trois jours avant ses 25 ans, Brown a pris la glace pour ses débuts dans la LNH avec les Panthers de la Floride contre les Maple Leafs de Toronto au BB&T Centre. Cela est survenu plus de cinq ans après que les Panthers ont sélectionné le défenseur de 6 pieds 5 pouces et 217 livres de London, en Ontario, au sixième tour (152e) du repêchage 2013 de la LNH.
Les Panthers ont choisi Brown après sa deuxième saison avec Oshawa de la Ligue de hockey de l'Ontario, alors qu'il avait récolté 16 points, toutes des aides, et était plus-17 en 68 matchs. Brown a joué deux autres saisons avec Oshawa, l'aidant à remporter la Coupe Memorial en 2015, avant de devenir professionnel et de jouer la majeure partie de la saison 2015-16 avec Manchester de la ECHL.
Après avoir joué les deux saisons suivantes avec Springfield dans la Ligue américaine de hockey, Brown a eu sa chance en 2018-19 lorsque des blessures ont laissé la Floride en désavantage numérique sur la ligne bleue. Il a marqué son premier but dans la LNH lors d'une victoire de 6-1 contre les Red Wings de Detroit le 10 mars 2019.
À sa première saison complète avec les Panthers en 2019-2020, Brown a participé à un sommet en carrière de 56 matchs avec trois buts et 8 points. Ayant besoin d'un nouveau contrat, Brown a été échangé au cours de la saison morte suivante par les Panthers aux Sénateurs d'Ottawa en échange d'un choix de quatrième ronde en 2020 le 2 octobre 2020. En tant qu'agent libre restreint, Brown a ensuite signé un contrat de deux ans de 2,4 millions de dollars avec les Sénateurs le 5 octobre 2020.
Le 21 mars 2022, il est échangé aux Bruins de Boston avec un choix conditionnel de 7e tour en 2022 en retour de Zach Senyshyn et d'un choix de 5e tour en 2022. 

## Statistiques
| Saison     | Équipe                      | Ligue      |     | Saison régulière | Saison régulière | Saison régulière | Saison régulière | Saison régulière |   | Séries éliminatoires | Séries éliminatoires | Séries éliminatoires | Séries éliminatoires | Séries éliminatoires |
| Saison     | Équipe                      | Ligue      | PJ  | B                | A                | Pts              | Pun              | PJ               | B | A                    | Pts                  | Pun                  |                      |                      |
| 2010-2011  | Fury de Whitby              | OJHL       | 35  | 6                | 4                | 10               | 59               | -                | - | -                    | -                    | -                    |                      |                      |
| 2011-2012  | Generals d'Oshawa           | LHO        | 46  | 0                | 4                | 4                | 49               | 2                | 0 | 0                    | 0                    | 0                    |                      |                      |
| 2012-2013  | Generals d'Oshawa           | LHO        | 68  | 0                | 16               | 16               | 79               | 9                | 1 | 4                    | 5                    | 11                   |                      |                      |
| 2013-2014  | Generals d'Oshawa           | LHO        | 56  | 2                | 10               | 12               | 83               | 9                | 0 | 0                    | 0                    | 18                   |                      |                      |
| 2014-2015  | Generals d'Oshawa           | LHO        | 60  | 4                | 17               | 21               | 92               | 21               | 2 | 2                    | 4                    | 30                   |                      |                      |
| 2015-2016  | Pirates de Portland         | LAH        | 10  | 0                | 1                | 1                | 7                | -                | - | -                    | -                    | -                    |                      |                      |
| 2015-2016  | Monarchs de Manchester      | ECHL       | 54  | 1                | 11               | 12               | 80               | 5                | 0 | 0                    | 0                    | 4                    |                      |                      |
| 2016-2017  | Thunderbirds de Springfield | LAH        | 72  | 3                | 10               | 13               | 96               | -                | - | -                    | -                    | -                    |                      |                      |
| 2017-2018  | Thunderbirds de Springfield | LAH        | 66  | 1                | 9                | 10               | 67               | -                | - | -                    | -                    | -                    |                      |                      |
| 2018-2019  | Thunderbirds de Springfield | LAH        | 22  | 3                | 0                | 3                | 34               | -                | - | -                    | -                    | -                    |                      |                      |
| 2018-2019  | Panthers de la Floride      | LNH        | 37  | 1                | 1                | 2                | 28               | -                | - | -                    | -                    | -                    |                      |                      |
| 2019-2020  | Panthers de la Floride      | LNH        | 56  | 3                | 5                | 8                | 39               | 2                | 0 | 0                    | 0                    | 0                    |                      |                      |
| 2020-2021  | Sénateurs d'Ottawa          | LNH        | 26  | 0                | 1                | 1                | 30               | -                | - | -                    | -                    | -                    |                      |                      |
| 2021-2022  | Sénateurs d'Ottawa          | LNH        | 46  | 0                | 6                | 6                | 32               | -                | - | -                    | -                    | -                    |                      |                      |
| 2021-2022  | Bruins de Boston            | LNH        | 6   | 0                | 0                | 0                | 5                | 1                | 0 | 0                    | 0                    | 0                    |                      |                      |
| 2022-2023  | Coyotes de l'Arizona        | LNH        | 68  | 4                | 3                | 7                | 87               | -                | - | -                    | -                    | -                    |                      |                      |
| 2023-2024  | Coyotes de l’Arizona        | LNH        | 51  | 3                | 7                | 10               | 75               | -                | - | -                    | -                    | -                    |                      |                      |
| Totaux LNH | Totaux LNH                  | Totaux LNH | 290 | 11               | 23               | 34               | 296              | 3                | 0 | 0                    | 0                    | 0                    |                      |                      |